# Aeropuerto Internacional de Punta Cana
El Aeropuerto Internacional de Punta Cana (IATA: PUJ, OACI: MDPC) es un aeropuerto comercial de propiedad privada en Punta Cana, al este de República Dominicana. El aeropuerto está construido en un estilo tradicional dominicano con terminales al aire libre con sus techos cubiertos de hojas de palmas canas. Grupo Puntacana construyó el aeropuerto, que fue diseñado por el arquitecto Óscar Imbert, y lo inauguró en diciembre de 1983. Se convirtió en el primer aeropuerto internacional de propiedad privada en el mundo.
Varias líneas aéreas regulares y chárter vuelan a Punta Cana; más de 7,3 millones de pasajeros (llegadas y salidas combinadas) pasan por las terminales, movidas por casi 60.000 operaciones de aviones comerciales. Los operadores del aeropuerto, Corporación Aeroportuaria del Este, SA (una corporación privada dirigida por Puntacana Resort & Club), ampliaron la instalación en noviembre de 2011 con una nueva pista y torre de control de tráfico aéreo diseñada para apoyar el crecimiento robusto de los viajes a la región. En 2014, el aeropuerto representó el 60% de todas las llegadas aéreas en la República Dominicana.

## Expansión
Los operadores del aeropuerto han puesto en marcha un ambicioso plan de expansión del aeropuerto llamado PUJ Gateway desde 2010. Entre las obras realizadas están la nueva pista 08/26, abierta en 2011 con un sistema de iluminación central de avanzada única en el Caribe, capaz de recibir el A380. La pista nueva, aunque de similares dimensiones que la actual, tiene márgenes de seguridad más amplios con salidas de alta velocidad hacia las calles de rodajes (taxiways), y en un futuro se le pretende instalar el sistema de ILS. Se suman nuevas calles de rodajes, una nueva torre de control con una altura de 32 metros y centro de aproximación, también nuevas frecuencias de apoyo, TRACON, AWOS y otros servicios. En el año 2013 se expandieron la terminal A y las rampas.  Para inicio del 2014, se ha dado apertura a una nueva terminal de aviación general con su rampa independiente.
Recientemente, se inauguró el moderno terminal B, que incluye por primera vez la instalación de mangas de abordajes en 7 nuevas posiciones, se construyó un nuevo espigón en la Terminal B con capacidad de aparcar el A380, y se planifica igualmente la construcción de otro espigón al oeste agregando 7 mangas de abordajes extras para el 2016.
Otros proyectos en carpeta son la reconstrucción de la pista 09/27, la construcción de una terminal de cargas, y una nueva tercera terminal.

## Tráfico y crecimiento
El Aeropuerto Internacional de Punta Cana, principal aeropuerto de República Dominicana por movimiento de pasajeros. Espera alcanzar para 2020 la cifra de 10 millones de viajeros de mantenerse las proyecciones actuales.
El PUJ es el que posee el mayor número de vuelos directos a la semana entre América y Rusia, con 12 frecuencias actualmente. 
El Grupo Puntacana (propietario del aeropuerto) estuvo discutiendo la apertura de rutas directas a los Emiratos Árabes Unidos y China para el futuro cercano, lo cual lo convertiría en el único aeropuerto en el Caribe con vuelos directos a Asia.
Actualmente, es el aeropuerto más importante de las islas del Caribe, construido tomando elementos del medio ambiente para minimizar los efectos a la ecología.

## Objetivos y logros
En 2024. El Aeropuerto Internacional de Punta Cana (PUJ) ha sido reconocido como pionero en la República Dominicana al obtener la prestigiosa certificación como Operador Económico Autorizado (OEA) otorgada por la Organización Mundial de Aduanas (OMA). Este logro consolida su destacada posición como un actor fundamental en la cadena de suministro global.

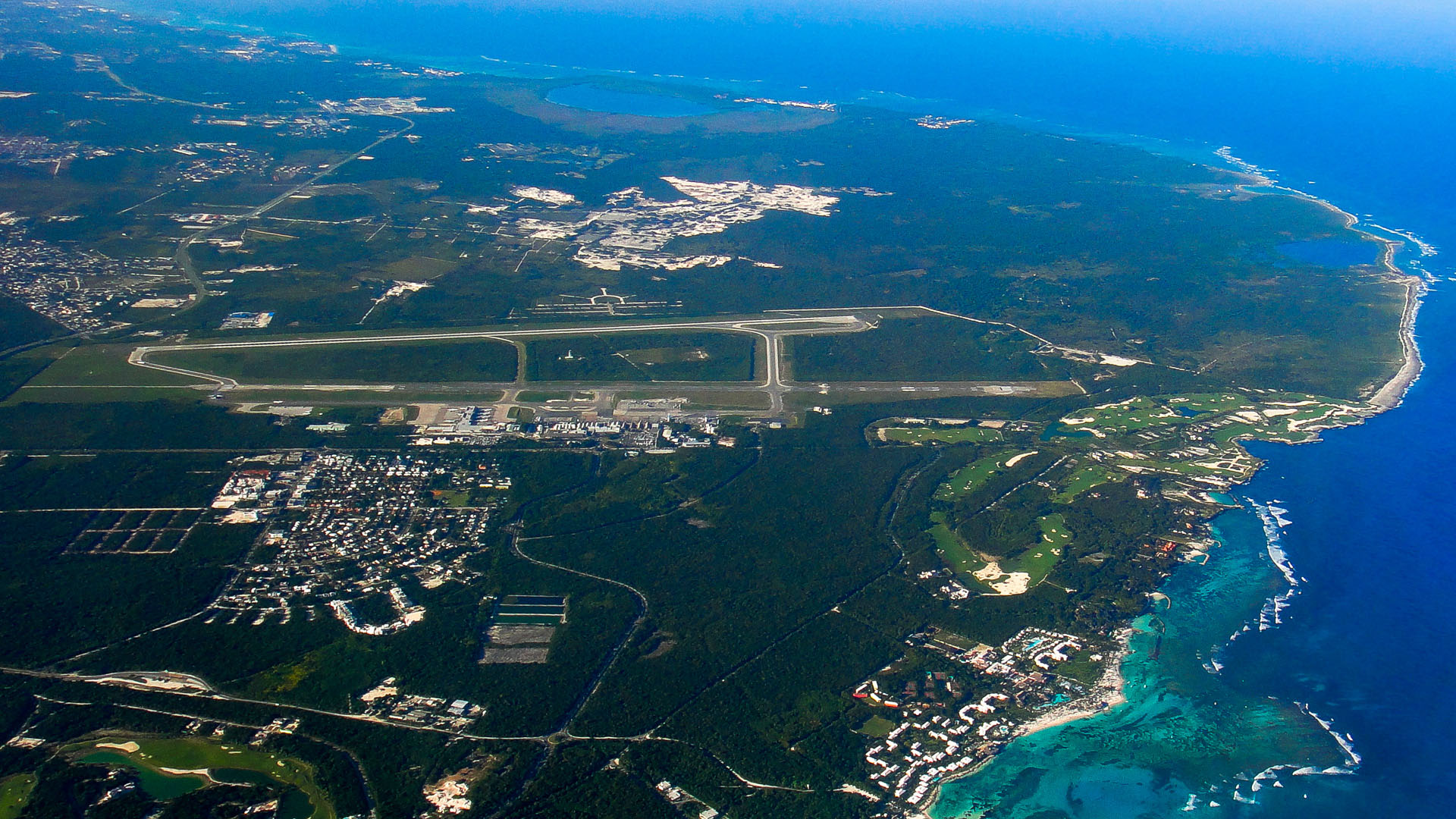
Vista aérea del aeropuerto.

La certificación OEA es un reconocimiento de alcance mundial que distingue a aquellos aeropuertos que demuestran un compromiso excepcional con la seguridad y las mejores prácticas en el intercambio de bienes a nivel internacional.
Para alcanzar el estatus de Operador Económico Autorizado, los aeropuertos deben cumplir con una serie de criterios rigurosos que los acreditan como socios confiables en la cadena logística global, de acuerdo con los estándares establecidos por la OMA.
Los criterios evaluados abarcan aspectos como la gestión administrativa, la solidez económica, la seguridad de los asociados comerciales, así como las medidas de seguridad en el manejo de contenedores y unidades de carga, y la protección de la infraestructura física.
Además, la certificación reconoce el compromiso del Aeropuerto Internacional de Punta Cana en áreas como el control de acceso, la seguridad del personal, los procesos seguros, la tecnología informática y la capacitación en seguridad, lo que refleja un enfoque integral hacia la protección y el cumplimiento normativo.

## Aerolíneas y destinos

### Pasajeros
El PUJ como ya se le está conociendo, sobre la base de su código IATA, es uno de los mejores conectados de América Latina con el mundo, desde Punta Cana se puede llegar a casi cualquiera de las capitales de América y Europa, con un buen número de aerolíneas tocándole diariamente.
Los terminales 1 y 2 fueron fusionados y se creó el Terminal A, allí operan algunas aerolíneas con baja frecuencias de vuelos en el aeropuerto, aerolíneas de bajo costo, así como las chárters y estacionales, también operan algunas aerolíneas de España y Sudamérica. En 2014 se dio apertura de la nueva Terminal B con mangas de abordaje, allí están instaladas las aerolíneas con alto nivel de frecuencias y que están ligadas a alianzas aéreas. La terminal posee 3 rampas, con 11 posiciones al sur, 5 posiciones en el norte, 2 posiciones auxiliares en el antiguo taxiway C y 18 posiciones en la rampa de la terminal B, para un total de 36.
| Aerolíneas             | Destinos |
| ---------------------- | --- |
| Aerolíneas Argentinas  | Buenos Aires–Ezeiza, Córdoba, Rosario, Tucumán |
| Aeroméxico             | Ciudad de México |
| Air Canada             | Estacional: Montreal–Trudeau, Toronto–Pearson |
| Air Canada Rouge       | Estacional: Halifax, Montreal–Trudeau, Ottawa, Quebec, Toronto–Pearson |
| Air Caraïbes           | París–Orly |
| Air Century            | Aruba, Curazao, La Habana, San Martín |
| Air Europa             | Madrid |
| Air France             | Estacional: París-Charles de Gaulle (reinicia el 13 de enero de 2026) |
| Air Transat            | Montreal–Trudeau, Quebec, Toronto–Pearson Estacional: Halifax, London (ON), Moncton, Ottawa, Windsor (inicia el 19 de diciembre de 2025) |
| American Airlines      | Charlotte, Chicago–O'Hare, Dallas/Fort Worth, Filadelfia, Miami, Nueva York–JFK Estacional: Boston, Indianápolis (inicia el 6 de diciembre de 2025), Nashville (inicia el 6 de diciembre de 2025), Pittsburgh (inicia el 6 de diciembre de 2025), Raleigh/Durham (inicia el 6 de diciembre de 2025)                                                                                |
| Arajet                 | Bogotá, Buenos Aires–Ezeiza, Cancún, Cartagena, Ciudad de México–AIFA, Chicago–O'Hare (inicia el 15 de noviembre de 2025), Córdoba (inicia el 8 de noviembre de 2025), Guayaquil, Kingston–Norman Manley, Lima, Medellín–JMC, Miami, Montreal–Trudeau, Orlando/Sanford (inicia el 26 de octubre de 2025), Quito, San Juan, Santiago de Chile, São Paulo–Guarulhos, Toronto–Pearson |
| Avelo Airlines         | Wilmington (NC) (inicia el 24 de diciembre de 2025) Estacional: Hartford, Raleigh/Durham |
| Avianca                | Bogotá, Medellín–JMC |
| British Airways        | Londres–Gatwick |
| Condor                 | Fráncfort |
| Copa Airlines          | Ciudad de Panamá–Tocumen |
| Corsair International  | Estacional: París-Orly |
| Delta Air Lines        | Atlanta, Nueva York–JFK Estacional: Boston, Detroit, Mineápolis/St. Paul |
| Discover Airlines      | Fráncfort Estacional: Múnich (inicia el 26 de octubre de 2025) |
| Edelweiss Air          | Zúrich |
| Flair Airlines         | Estacional: Toronto–Pearson |
| Frontier Airlines      | Chicago–O'Hare, Cincinnati, Cleveland, Filadelfia, Orlando, Tampa Estacional: Atlanta, San Juan, San Luis |
| Gol Linhas Aéreas      | São Paulo–Guarulhos |
| Iberojet               | Madrid Estacional: Barcelona, Lisboa Chárter Estacional: Oporto |
| JetBlue Airways        | Boston, Fort Lauderdale, Newark, Nueva York–JFK, Orlando, San Juan, Tampa (inicia el 18 de diciembre de 2025) |
| JetSMART Colombia      | Cali, Medellín–JMC (ambos inician el 5 de diciembre de 2025) |
| LATAM Chile            | Miami, Santiago de Chile |
| LATAM Perú             | Lima |
| LOT Polish Airlines    | Chárter Estacional: Katowice, Varsovia–Chopin, Vilna |
| Neos                   | Estacional: Milán–Malpensa Chárter Estacional: Praga |
| Prinair                | Chárter: Aguadilla |
| Sky Airline Perú       | Lima |
| Southwest Airlines     | Baltimore, Chicago-Midway, Kansas City (inicia el 7 de marzo de 2026), Nashville, Orlando Estacional: Houston–Hobby, San Luis |
| Spirit Airlines        | Baltimore, Detroit, Filadelfia, Fort Lauderdale, Orlando |
| Sun Country Airlines   | Estacional: Dallas/Fort Worth, Milwaukee, Mineápolis/St. Paul |
| Sunrise Airways        | Puerto Príncipe |
| TUI Airlines Nederland | Ámsterdam |
| TUI Airways            | Londres–Gatwick, Mánchester Estacional: Belfast-International, Birmingham |
| TUI fly Belgium        | Bruselas (finaliza el 30 de octubre de 2025) |
| TUIfly Nordic          | Estacional: Estocolmo–Arlanda |
| United Airlines        | Chicago–O'Hare, Denver (inicia el 26 de octubre de 2025), Houston–Intercontinental, Newark, Washington–Dulles |
| WestJet                | Calgary, Montreal–Trudeau, Quebec, Toronto–Pearson Estacional: Hamilton (ON) (inicia el 19 de diciembre de 2025), Thunder Bay (inicia el 16 de diciembre de 2025) |
| Wingo                  | Bogotá, Medellín–JMC |
| World2fly              | Madrid Chárter: Lisboa, Oporto Chárter estacional: Bratislava, Praga |

### Destinos internacionales

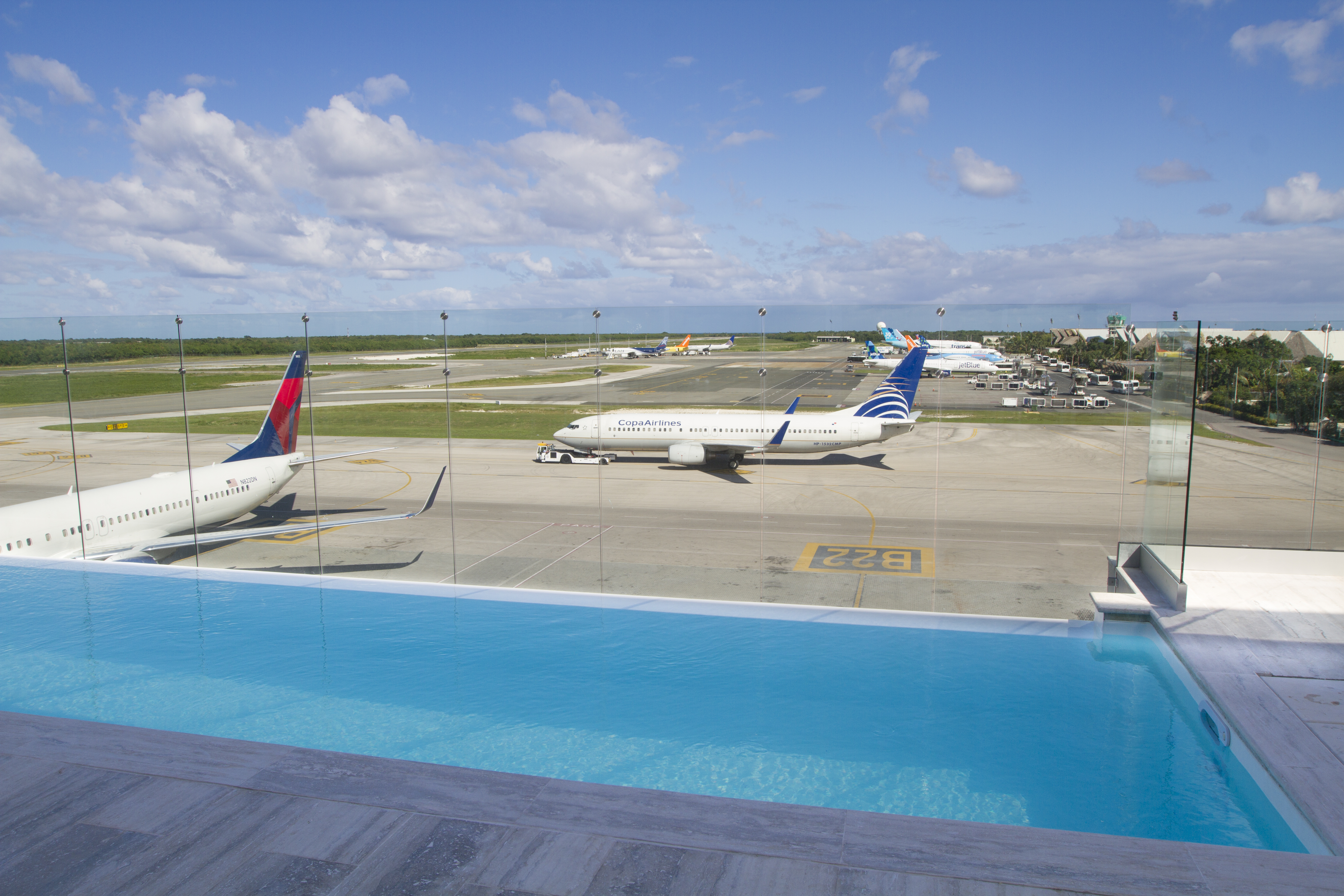
Plataforma de la Terminal B del aeropuerto.

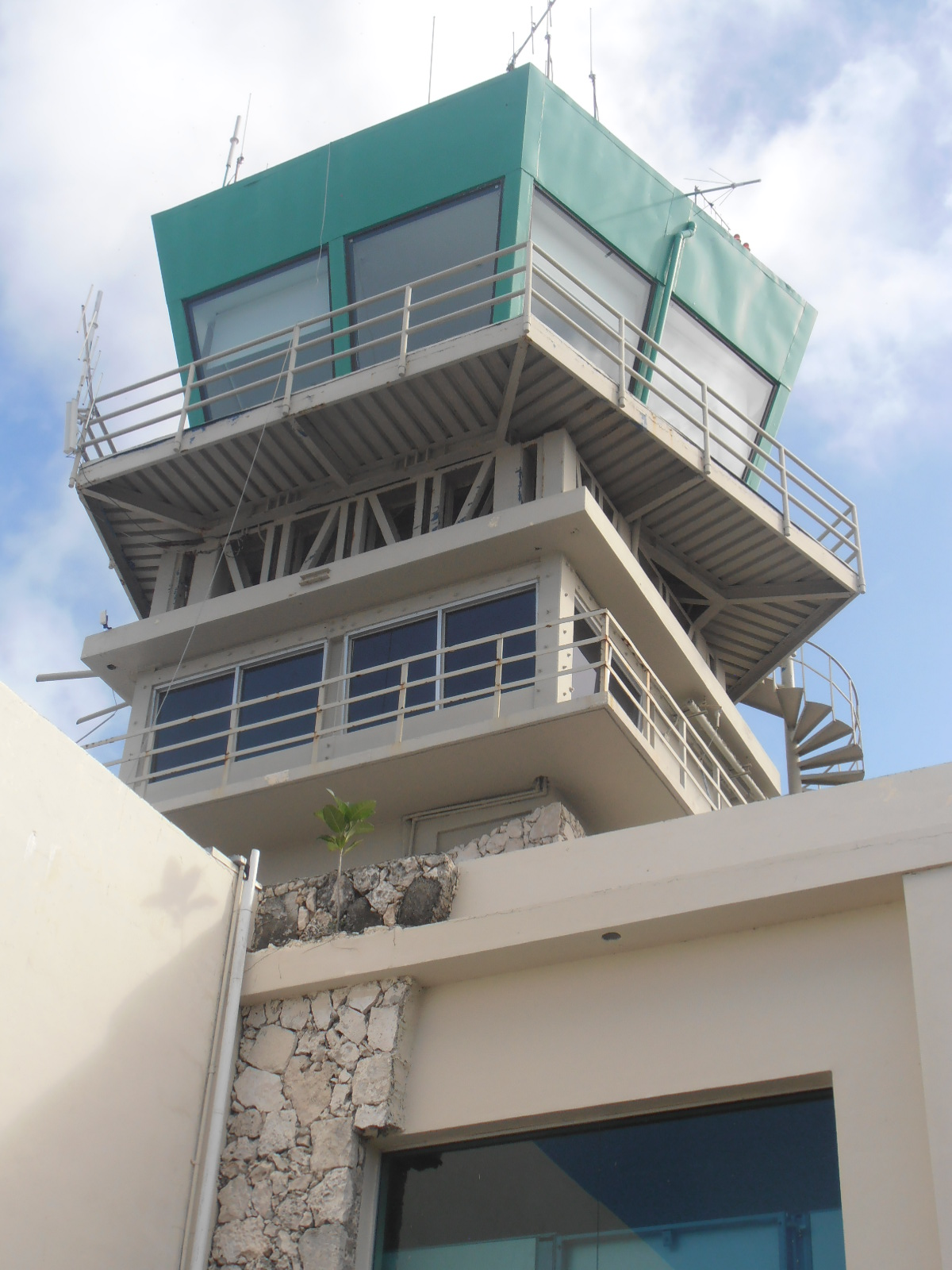
Torre de control del aeropuerto.

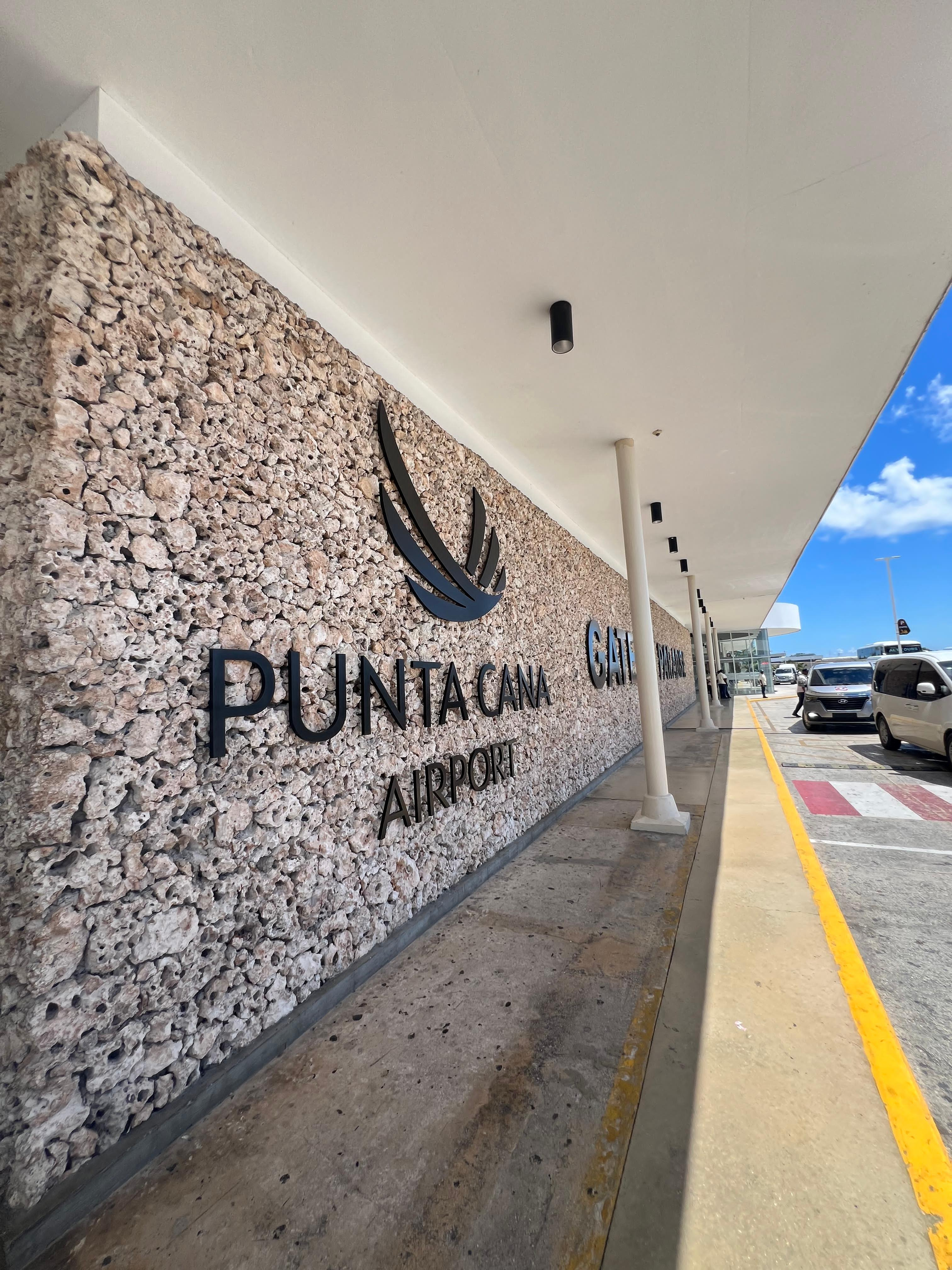
Fachada del aeropuerto.

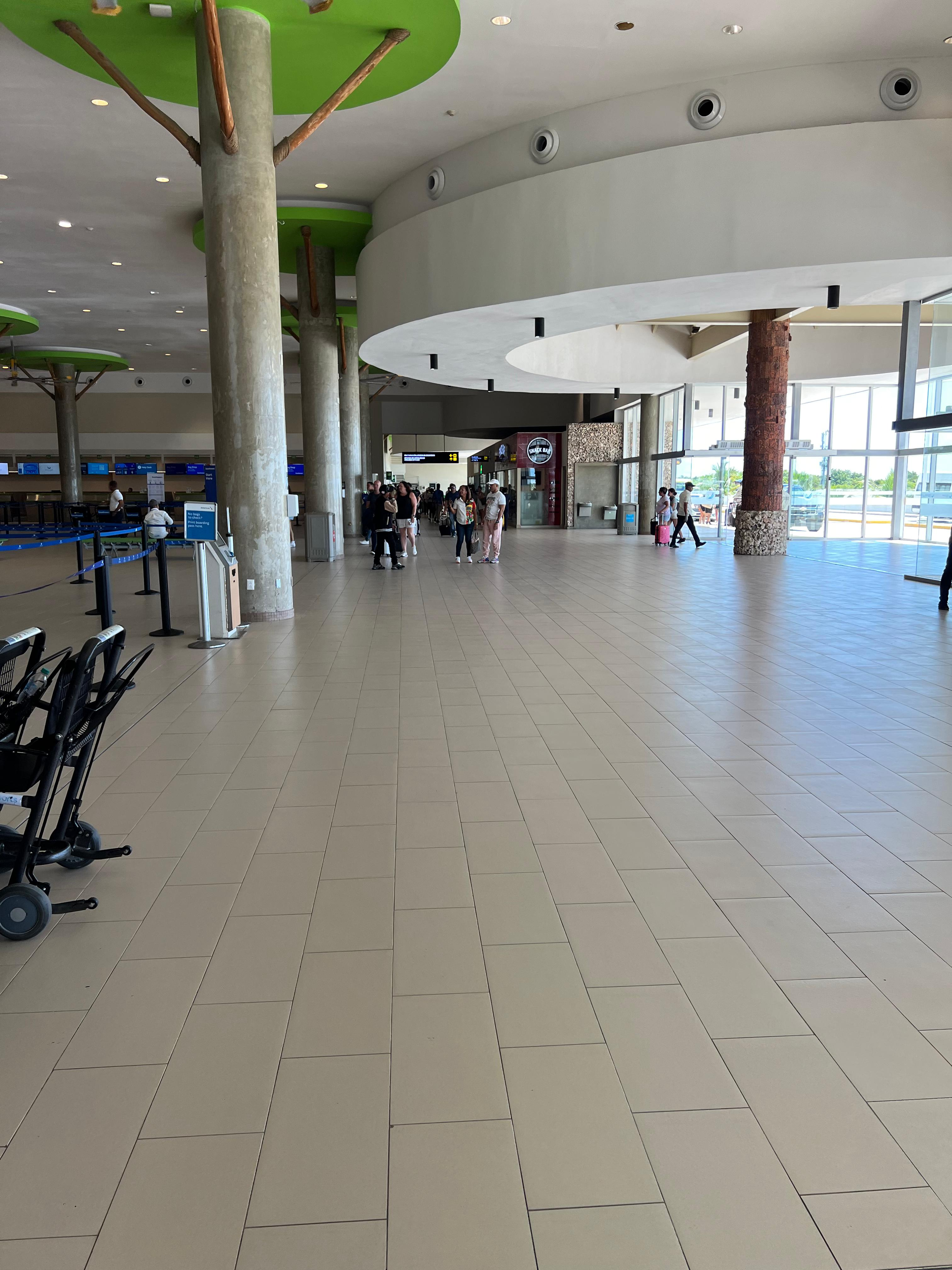
Lobby de la terminal B del aeropuerto.

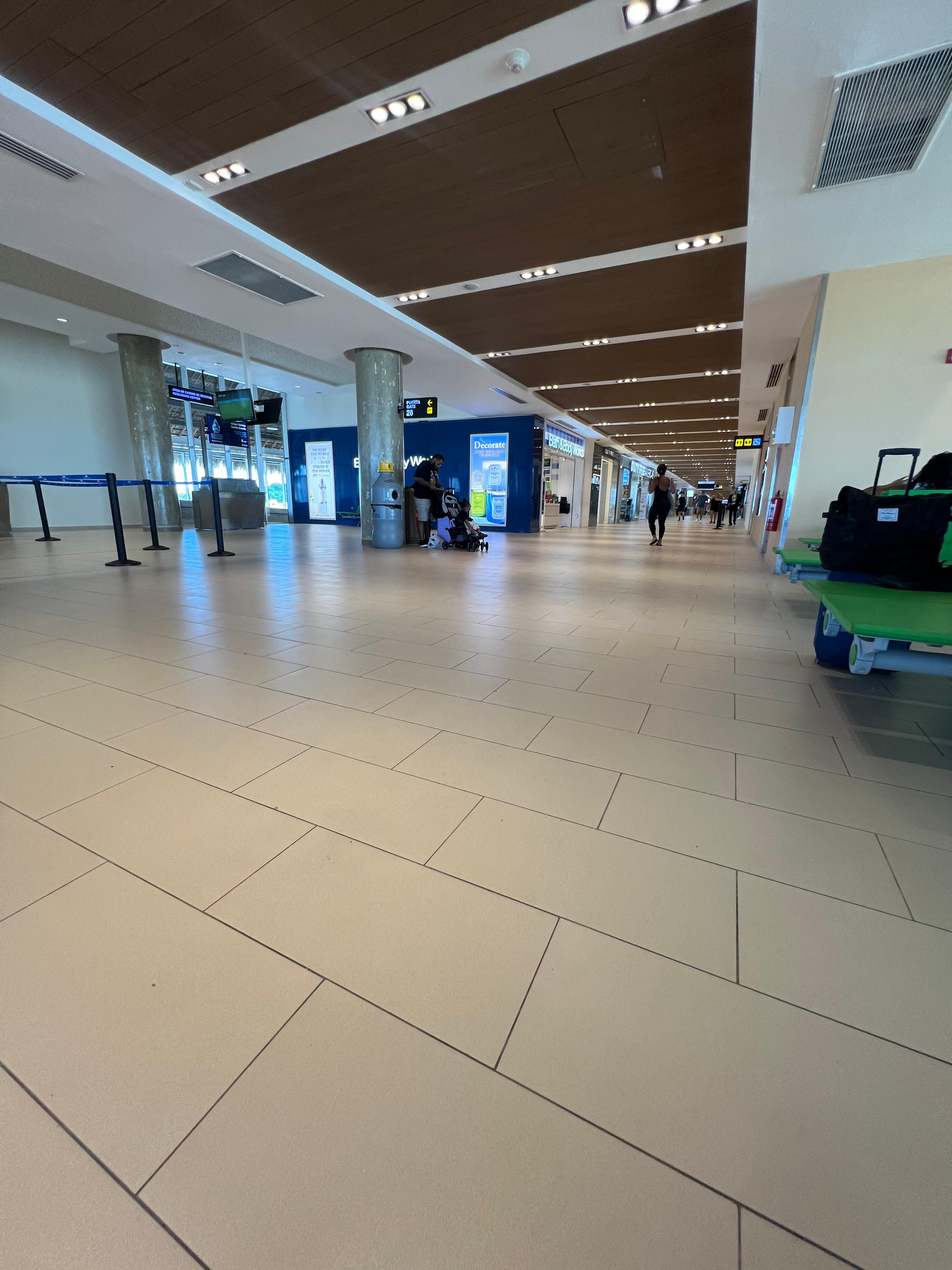
Salas de última espera de la Terminal B del aeropuerto.

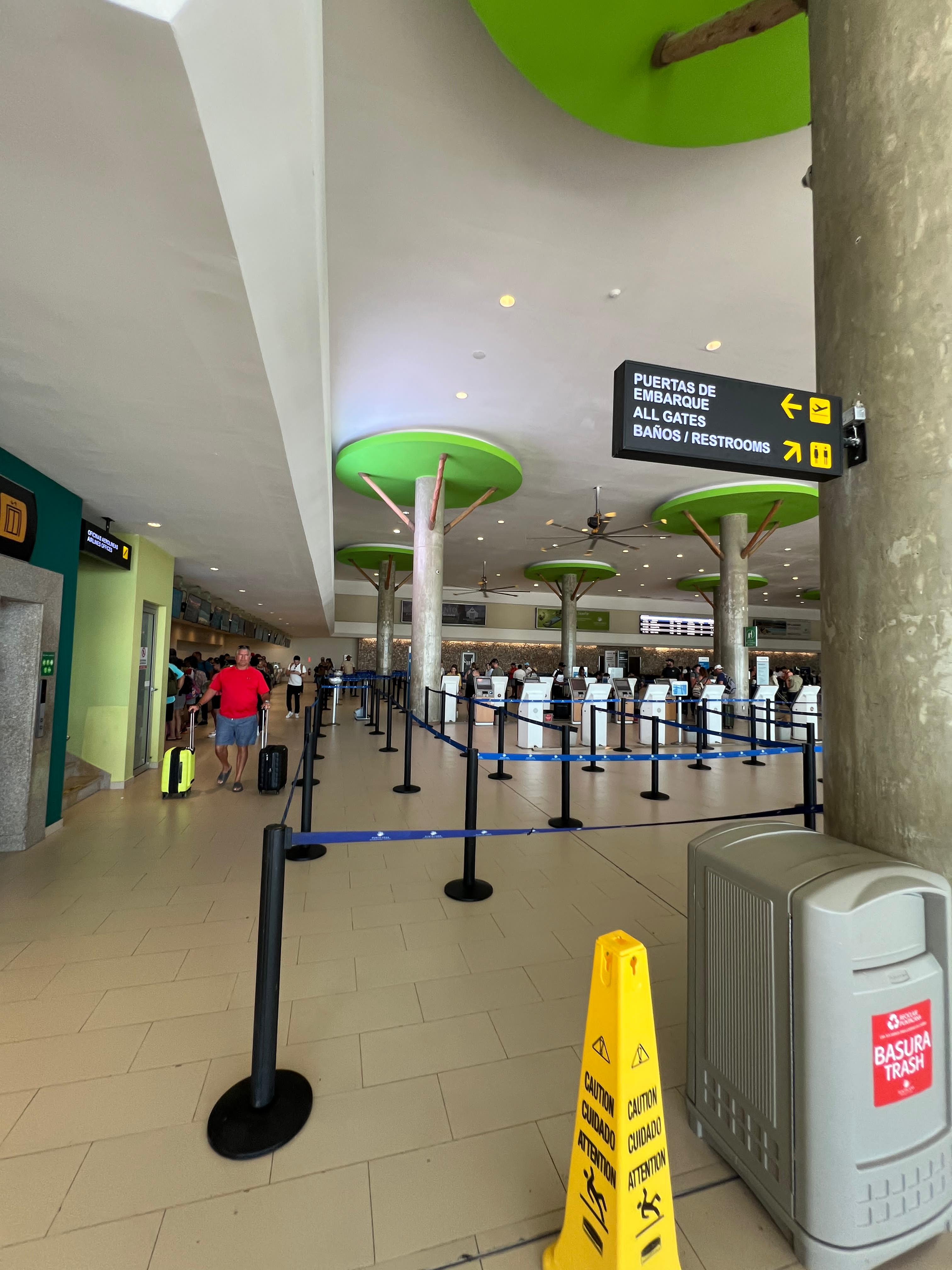
Mostradores de documentación de la Terminal B del aeropuerto.

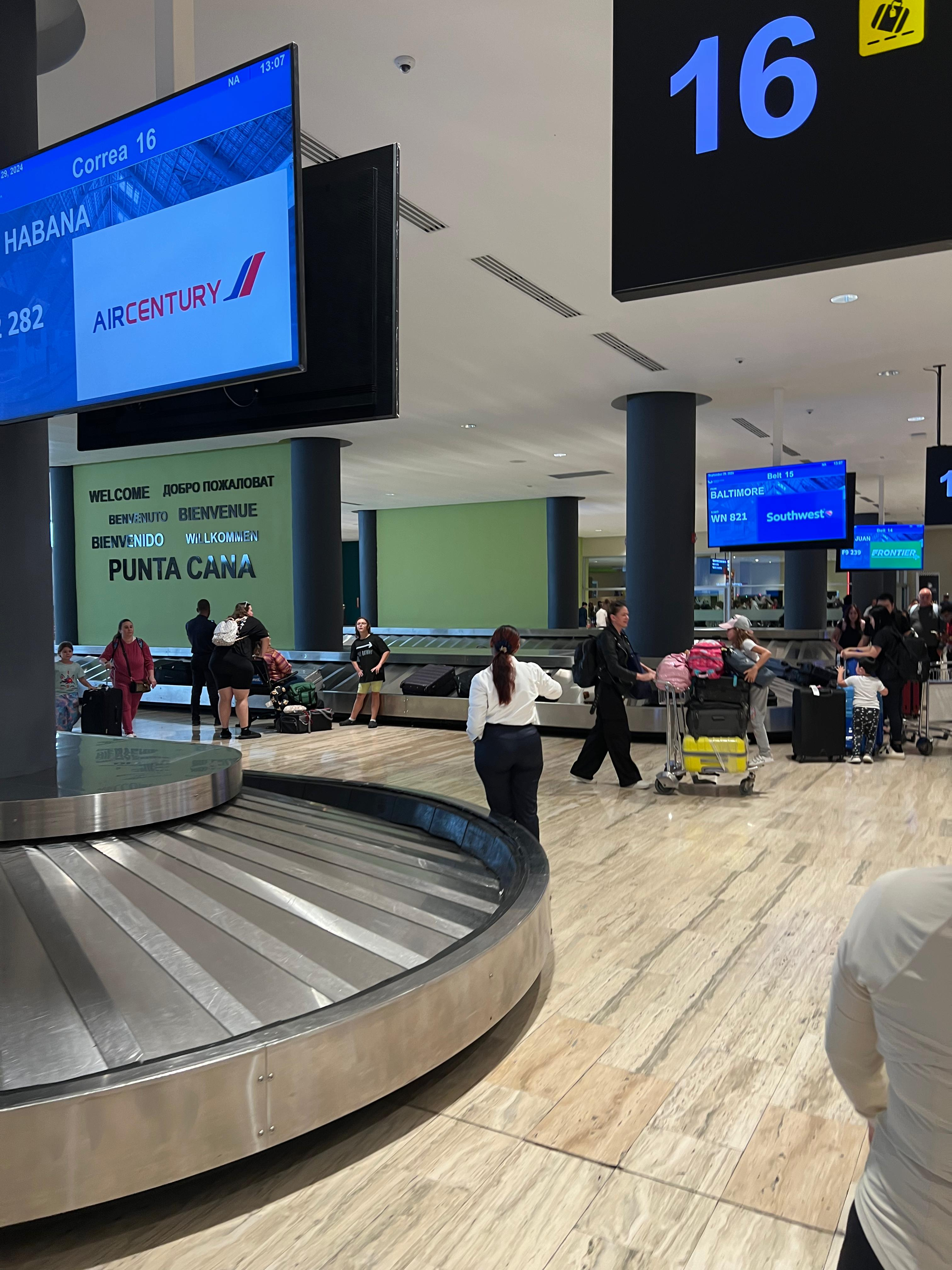
Bandas de reclamo de equipaje de la Terminal B del aeropuerto.

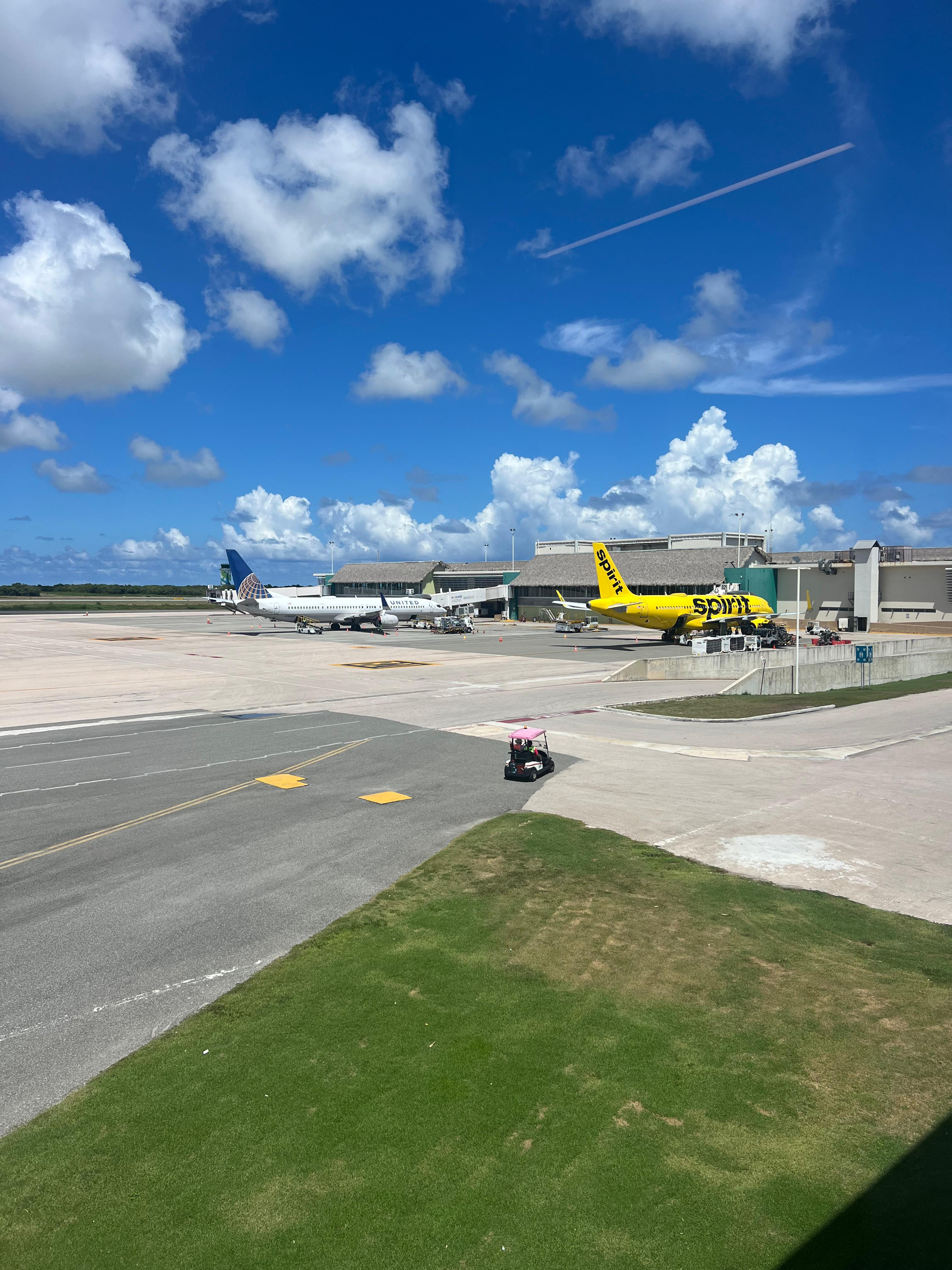
Aviones estacionados en la Terminal A del aeropuerto.

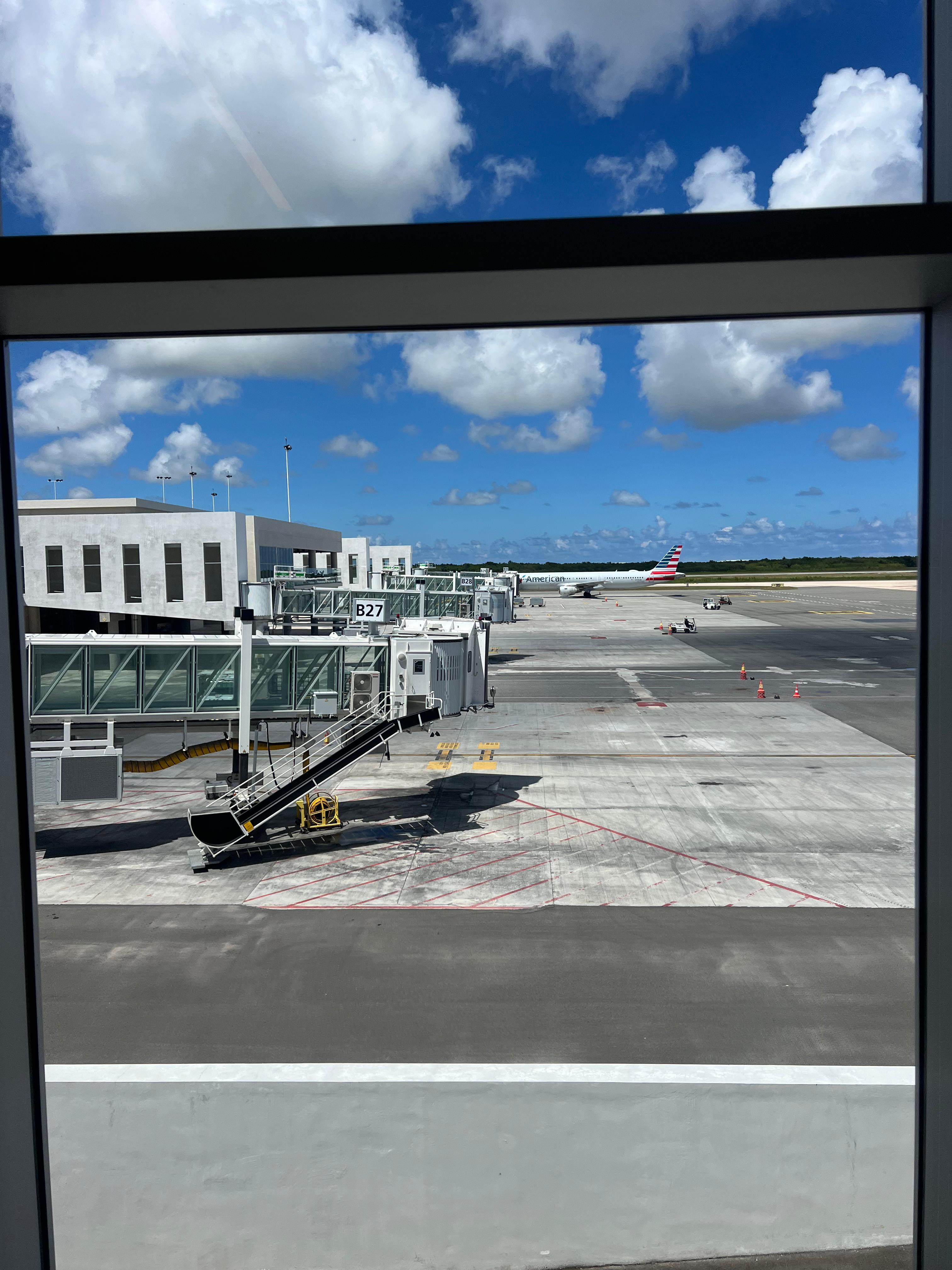
Lado Aire de la Terminal B del aeropuerto.

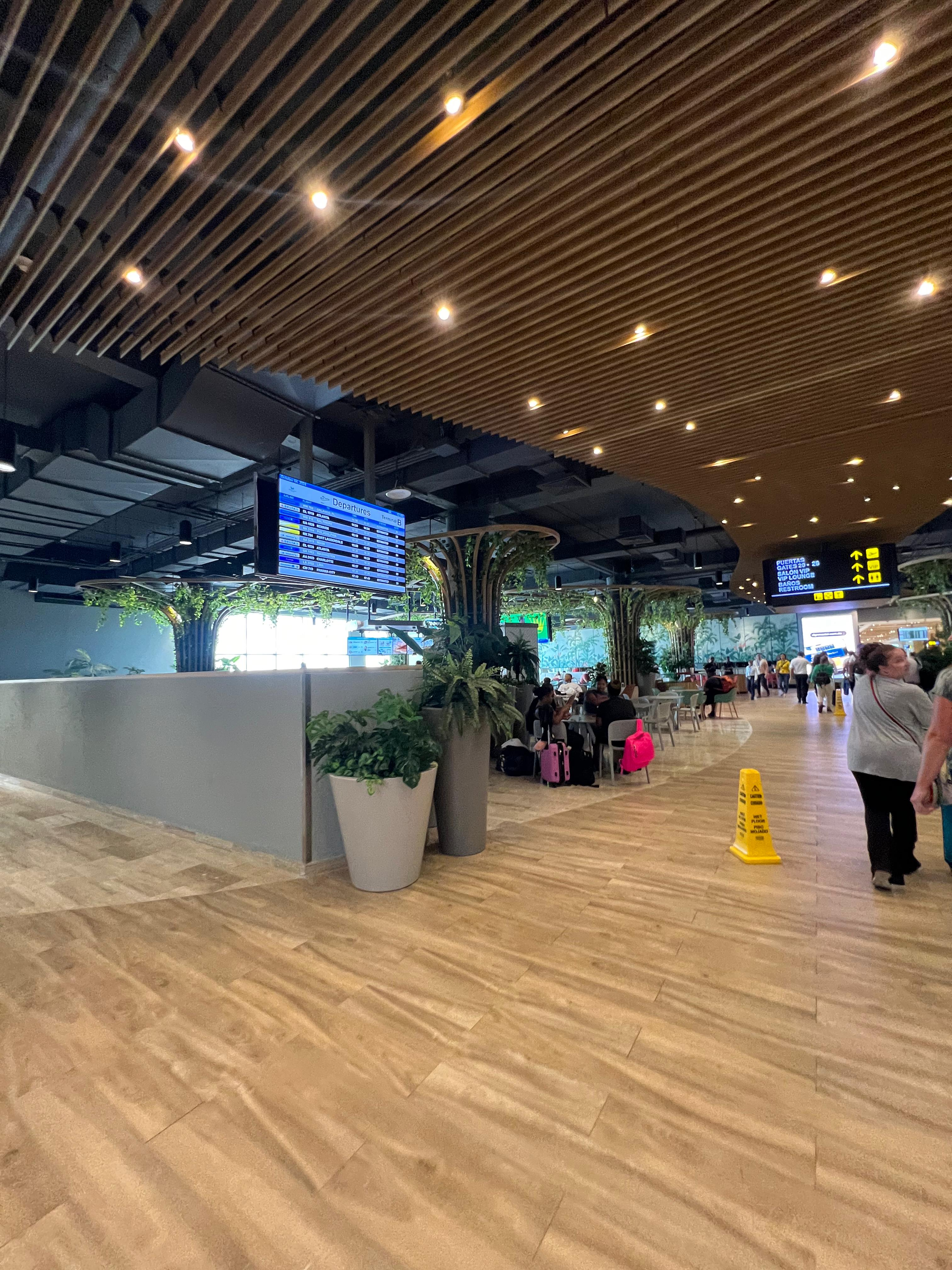
Área de comida de la Terminal B del aeropuerto.

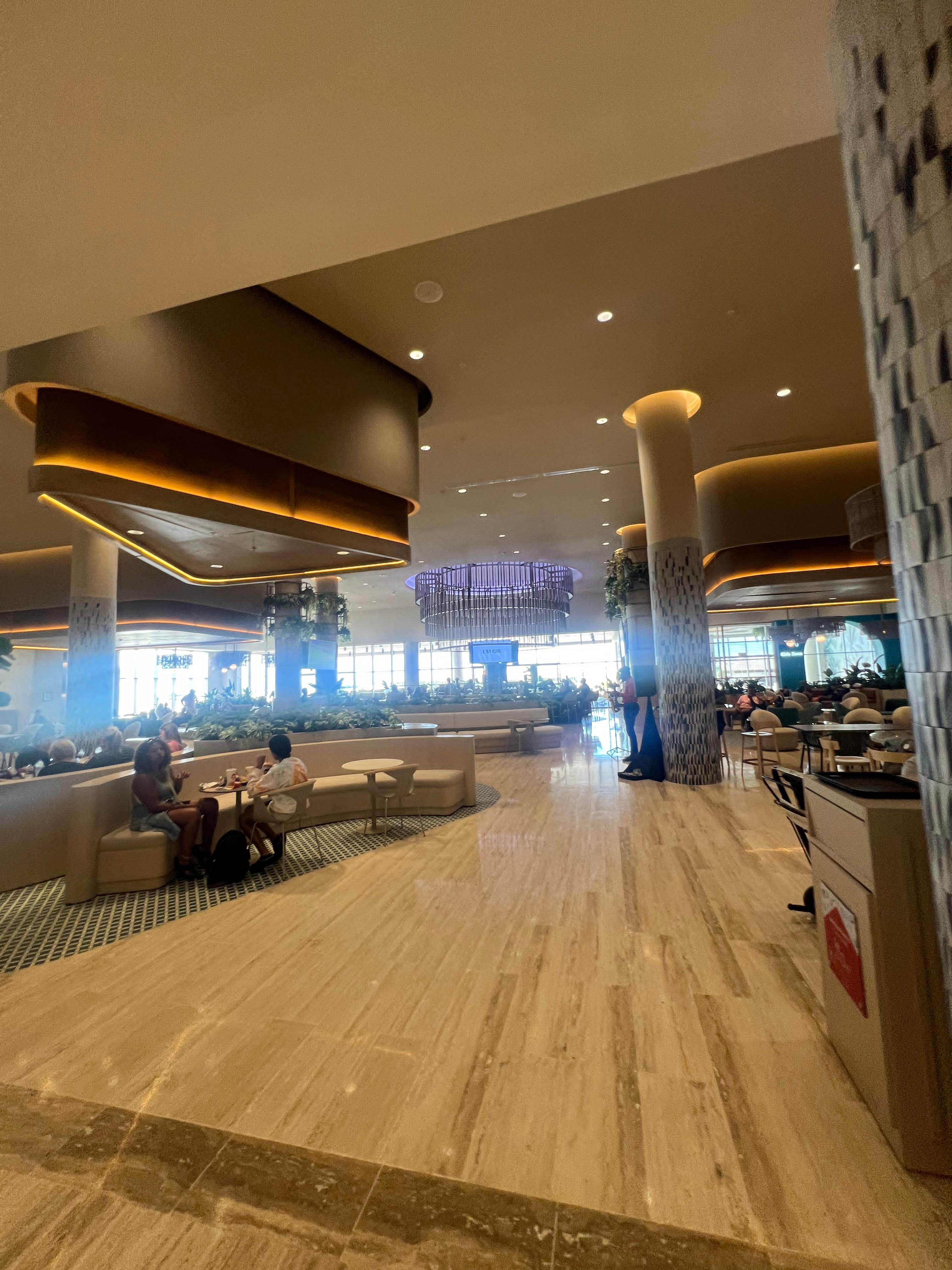
Área de comida de la Terminal B del aeropuerto.

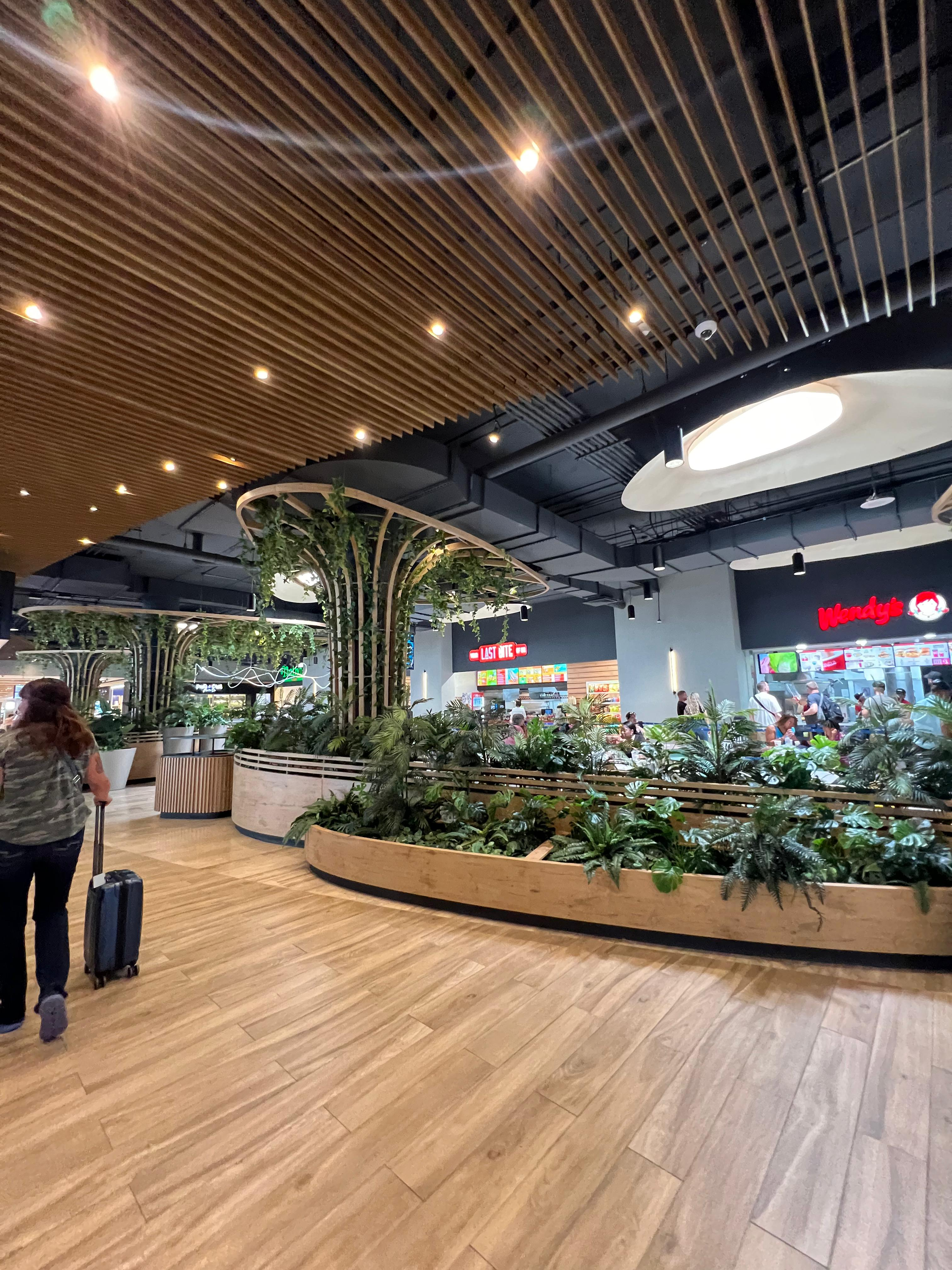
Tiendas en la Terminal B del aeropuerto.

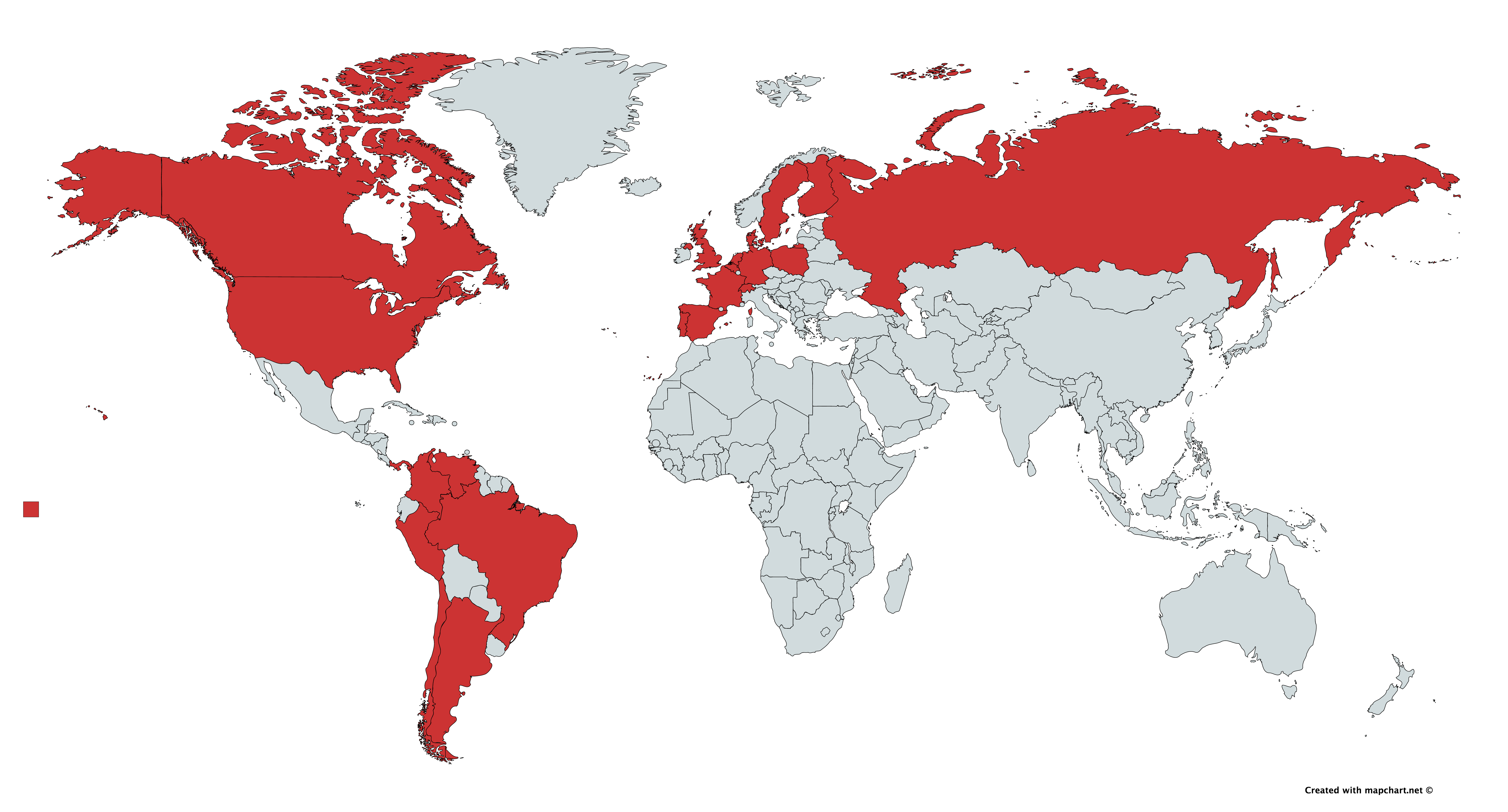
Países atendidos por vuelos hacia y desde Punta Cana (PUJ) incluyendo destinos estacionales y futuros.

| Canadá                    |                                                                   | |
| Calgary                   | Aeropuerto Internacional de Calgary                               | WestJet |
| Halifax                   | Aeropuerto Internacional de Halifax-Stanfield                     | Air Canada Rouge (Estacional) / Air Transat (Estacional)                                                               |
| Hamilton                  | Aeropuerto Internacional de Hamilton-Munro                        | WestJet (Estacional) (inicia el 19 de diciembre de 2025)                                                               |
| London                    | Aeropuerto Internacional de London                                | Air Transat (Estacional)                                                                                               |
| Moncton                   | Aeropuerto Internacional del Gran Moncton                         | Air Transat (Estacional)                                                                                               |
| Montreal                  | Aeropuerto Internacional Pierre Elliott Trudeau                   | Air Canada (Estacional) / Air Canada Rouge (Estacional) / Air Transat / Arajet / WestJet                               |
| Ottawa                    | Aeropuerto Internacional de Ottawa                                | Air Canada Rouge (Estacional) / Air Transat (Estacional)                                                               |
| Quebec                    | Aeropuerto Internacional Jean-Lesage de Quebec                    | Air Canada Rouge (Estacional) / Air Transat / WestJet                                                                  |
| Thunder Bay               | Aeropuerto Internacional de Thunder Bay                           | WestJet (Estacional) (inicia el 16 de diciembre de 2025)                                                               |
| Toronto                   | Aeropuerto Internacional Toronto Pearson                          | Air Canada (Estacional) / Air Canada Rouge (Estacional) / Air Transat / Arajet / Flair Airlines (Estacional) / WestJet |
| Windsor                   | Aeropuerto Internacional de Windsor                               | Air Transat (Estacional) (inicia el 19 de diciembre de 2025)                                                           |
| Estados Unidos            |                                                                   | |
| Atlanta                   | Aeropuerto Internacional Hartsfield-Jackson                       | Delta Air Lines / Frontier Airlines (Estacional)                                                                       |
| Baltimore                 | Aeropuerto Internacional de Baltimore-Washington                  | Southwest Airlines / Spirit Airlines                                                                                   |
| Boston                    | Aeropuerto Internacional Logan                                    | American Airlines (Estacional) / Delta Air Lines (Estacional) / JetBlue Airways                                        |
| Charlotte                 | Aeropuerto Internacional de Charlotte-Douglas                     | American Airlines |
| Chicago                   | Aeropuerto Internacional O'Hare                                   | American Airlines / Arajet (inicia el 15 de noviembre de 2025) / Frontier Airlines / United Airlines                   |
| Chicago                   | Aeropuerto Internacional Midway                                   | Southwest Airlines |
| Cincinnati                | Aeropuerto Internacional de Cincinnati/Norte de Kentucky          | Frontier Airlines |
| Cleveland                 | Aeropuerto Internacional de Cleveland-Hopkins                     | Frontier Airlines |
| Dallas                    | Aeropuerto Internacional de Dallas-Fort Worth                     | American Airlines / Sun Country Airlines (Estacional)                                                                  |
| Denver                    | Aeropuerto Internacional de Denver                                | United Airlines (inicia el 26 de octubre de 2025)                                                                      |
| Detroit                   | Aeropuerto Internacional de Detroit                               | Delta Air Lines (Estacional) / Spirit Airlines                                                                         |
| Filadelfia                | Aeropuerto Internacional de Filadelfia                            | American Airlines / Frontier Airlines / Spirit Airlines                                                                |
| Fort Lauderdale           | Aeropuerto Internacional de Fort Lauderdale-Hollywood             | JetBlue Airways / Spirit Airlines                                                                                      |
| Houston                   | Aeropuerto Intercontinental George Bush                           | United Airlines |
| Houston                   | Aeropuerto William P. Hobby                                       | Southwest Airlines (Estacional)                                                                                        |
| Hartford                  | Aeropuerto Internacional Bradley                                  | Avelo Airlines (Estacional)                                                                                            |
| Indianápolis              | Aeropuerto Internacional de Indianápolis                          | American Airlines (Estacional) (inicia el 6 de diciembre de 2025)                                                      |
| Kansas City               | Aeropuerto Internacional de Kansas City                           | Southwest Airlines (inicia el 7 de marzo de 2026)                                                                      |
| Miami                     | Aeropuerto Internacional de Miami                                 | American Airlines / Arajet / LATAM Chile                                                                               |
| Milwaukee                 | Aeropuerto Internacional General Mitchell                         | Sun Country Airlines (Estacional)                                                                                      |
| Mineápolis                | Aeropuerto Internacional de Mineápolis-Saint Paul                 | Delta Air Lines (Estacional) / Sun Country Airlines (Estacional)                                                       |
| Nashville                 | Aeropuerto Internacional de Nashville                             | American Airlines (Estacional) (inicia el 6 de diciembre de 2025) / Southwest Airlines                                 |
| Newark                    | Aeropuerto Internacional Libertad de Newark                       | JetBlue Airways / United Airlines                                                                                      |
| Nueva York                | Aeropuerto Internacional John F. Kennedy                          | American Airlines / Delta Air Lines / JetBlue Airways                                                                  |
| Orlando                   | Aeropuerto Internacional de Orlando                               | Frontier Airlines / JetBlue Airways / Southwest Airlines / Spirit Airlines                                             |
| Orlando                   | Aeropuerto Internacional Sanford                                  | Arajet (inicia el 26 de octubre de 2025)                                                                               |
| Pittsburgh                | Aeropuerto Internacional de Pittsburgh                            | American Airlines (Estacional) (inicia el 6 de diciembre de 2025)                                                      |
| Raleigh                   | Aeropuerto Internacional de Raleigh-Durham                        | American Airlines (Estacional) (inicia el 6 de diciembre de 2025) / Avelo Airlines (Estacional)                        |
| San Luis                  | Aeropuerto Internacional Lambert                                  | Frontier Airlines (Estacional) / Southwest Airlines                                                                    |
| Tampa                     | Aeropuerto Internacional de Tampa                                 | Frontier Airlines / JetBlue Airways (inicia el 18 de diciembre de 2025)                                                |
| Washington D. C.          | Aeropuerto Internacional de Washington-Dulles                     | United Airlines |
| Wilmington                | Aeropuerto Internacional de Wilmington                            | Avelo Airlines (inicia el 24 de diciembre de 2025)                                                                     |
| México                    |                                                                   | |
| Cancún                    | Aeropuerto Internacional de Cancún                                | Arajet |
| Ciudad de México          | Aeropuerto Internacional de la Ciudad de México                   | Aeroméxico |
| Ciudad de México          | Aeropuerto Internacional Felipe Ángeles                           | Arajet |
| Centroamérica y El Caribe |                                                                   | |
| Aruba                     |                                                                   | |
| Oranjestad                | Aeropuerto Internacional Reina Beatrix                            | Air Century |
| Cuba                      |                                                                   | |
| La Habana                 | Aeropuerto Internacional José Martí                               | Air Century |
| Curazao                   |                                                                   | |
| Willemstad                | Aeropuerto Internacional Hato                                     | Air Century |
| Haití                     |                                                                   | |
| Puerto Príncipe           | Aeropuerto Internacional Toussaint Louverture                     | Sunrise Airways |
| Jamaica                   |                                                                   | |
| Kingston                  | Aeropuerto Internacional Norman Manley                            | Arajet |
| Panamá                    |                                                                   | |
| Ciudad de Panamá          | Aeropuerto Internacional de Tocumen                               | Copa Airlines |
| Puerto Rico               |                                                                   | |
| Aguadilla                 | Aeropuerto Internacional Rafael Hernández                         | Prinair (Chárter) |
| San Juan                  | Aeropuerto Internacional Luis Muñoz Marín                         | Arajet / Frontier Airlines (Estacional) / JetBlue Airways                                                              |
| San Martín                |                                                                   | |
| Philipsburg               | Aeropuerto Internacional Princesa Juliana                         | Air Century |
| Sudamérica                |                                                                   | |
| Argentina                 |                                                                   | |
| Buenos Aires              | Aeropuerto Internacional Ministro Pistarini                       | Aerolíneas Argentinas / Arajet                                                                                         |
| Córdoba                   | Aeropuerto Internacional Ingeniero Aeronáutico Ambrosio Taravella | Aerolíneas Argentinas / Arajet (inicia el 8 de noviembre de 2025)                                                      |
| Rosario                   | Aeropuerto Internacional Rosario Islas Malvinas                   | Aerolíneas Argentinas                                                                                                  |
| Tucumán                   | Aeropuerto Internacional Teniente Benjamín Matienzo               | Aerolíneas Argentinas                                                                                                  |
| Brasil                    |                                                                   | |
| São Paulo                 | Aeropuerto Internacional de São Paulo-Guarulhos                   | Arajet / Gol Linhas Aéreas                                                                                             |
| Chile                     |                                                                   | |
| Santiago de Chile         | Aeropuerto Internacional Arturo Merino Benítez                    | Arajet / LATAM Chile                                                                                                   |
| Colombia                  |                                                                   | |
| Bogotá                    | Aeropuerto Internacional El Dorado                                | Arajet / Avianca / Wingo                                                                                               |
| Cali                      | Aeropuerto Internacional Alfonso Bonilla Aragón                   | JetSMART Colombia (inicia el 5 de diciembre de 2025)                                                                   |
| Cartagena                 | Aeropuerto Internacional Rafael Núñez                             | Arajet |
| Medellín                  | Aeropuerto Internacional José María Córdova                       | Arajet / Avianca / Wingo / JetSMART Colombia (inicia el 5 de diciembre de 2025)                                        |
| Ecuador                   |                                                                   | |
| Guayaquil                 | Aeropuerto Internacional José Joaquín de Olmedo                   | Arajet |
| Quito                     | Aeropuerto Internacional Mariscal Sucre                           | Arajet |
| Perú                      |                                                                   | |
| Lima                      | Aeropuerto Internacional Jorge Chávez                             | Arajet / LATAM Perú / Sky Airline Perú                                                                                 |
| Europa                    |                                                                   | |
| Alemania                  |                                                                   | |
| Fráncfort                 | Aeropuerto de Fráncfort del Meno                                  | Condor / Discover Airlines                                                                                             |
| Múnich                    | Aeropuerto Internacional de Múnich-Franz Josef Strauss            | Discover Airlines (Estacional) (inicia el 26 de octubre de 2025)                                                       |
| Bélgica                   |                                                                   | |
| Bruselas                  | Aeropuerto de Bruselas                                            | TUI fly Belgium (finaliza el 30 de octubre de 2025)                                                                    |
| Eslovaquia                |                                                                   | |
| Bratislava                | Aeropuerto de Bratislava-Milan Rastislav Štefánik                 | World2fly (Chárter Estacional)                                                                                         |
| España                    |                                                                   | |
| Barcelona                 | Aeropuerto Josep Tarradellas Barcelona-El Prat                    | Iberojet (Estacional)                                                                                                  |
| Madrid                    | Aeropuerto Adolfo Suárez Madrid-Barajas                           | Air Europa / Iberojet / World2fly                                                                                      |
| Francia                   |                                                                   | |
| París                     | Aeropuerto de París-Orly                                          | Air Caraïbes / Corsair International                                                                                   |
| París                     | Aeropuerto de París-Charles de Gaulle                             | Air France (Estacional) (reinicia el 13 de enero de 2026)                                                              |
| Italia                    |                                                                   | |
| Milán                     | Aeropuerto de Milán-Malpensa                                      | Neos (Estacional) |
| Lituania                  |                                                                   | |
| Vilna                     | Aeropuerto Internacional de Vilna                                 | LOT Polish Airlines (Chárter Estacional)                                                                               |
| Países Bajos              |                                                                   | |
| Ámsterdam                 | Aeropuerto de Ámsterdam-Schiphol                                  | TUI Airlines Nederland                                                                                                 |
| Polonia                   |                                                                   | |
| Katowice                  | Aeropuerto Internacional de Katowice                              | LOT Polish Airlines (Chárter Estacional)                                                                               |
| Varsovia                  | Aeropuerto de Varsovia-Chopin                                     | LOT Polish Airlines (Chárter Estacional)                                                                               |
| Portugal                  |                                                                   | |
| Lisboa                    | Aeropuerto de Lisboa                                              | Iberojet (Estacional) / World2fly (Chárter)                                                                            |
| Oporto                    | Aeropuerto de Oporto-Francisco Sá Carneiro                        | Iberojet (Chárter Estacional) / World2fly (Chárter)                                                                    |
| Reino Unido               |                                                                   | |
| Belfast                   | Aeropuerto Internacional de Belfast                               | TUI Airways |
| Birmingham                | Aeropuerto Internacional de Birmingham-West Midlands              | TUI Airways |
| Londres                   | Aeropuerto de Londres-Gatwick                                     | British Airways / TUI Airways                                                                                          |
| Mánchester                | Aeropuerto de Mánchester                                          | TUI Airways |
| República Checa           |                                                                   | |
| Praga                     | Aeropuerto de Praga                                               | Neos (Chárter Estacional) / World2fly (Chárter Estacional)                                                             |
| Suecia                    |                                                                   | |
| Estocolmo                 | Aeropuerto de Estocolmo-Arlanda                                   | TUIfly Nordic (Estacional)                                                                                             |
| Suiza                     |                                                                   | |
| Zúrich                    | Aeropuerto Internacional de Zúrich                                | Edelweiss Air |

## Estadísticas

### Rutas más transitadas
| Número | Ciudad                     | Pasajeros | Aerolínea                                                                                    |
| ------ | -------------------------- | --------- | -------------------------------------------------------------------------------------------- |
| 1      | Toronto, Canadá            | 947,678   | Air Canada, Air Canada Rouge, Air Transat, Arajet, Flair Airlines, Sunwing Airlines, WestJet |
| 2      | Nueva York, Estados Unidos | 674,906   | American Airlines, Delta Air Lines, JetBlue Airways                                          |
| 3      | Ciudad de Panamá, Panamá   | 668,436   | Copa Airlines                                                                                |
| 4      | Montreal, Canadá           | 592,420   | Air Canada, Air Canada Rouge, Air Transat, Arajet, Sunwing Airlines                          |
| 5      | Miami, Estados Unidos      | 487,870   | American Airlines, LATAM Chile                                                               |
| 6      | Atlanta, Estados Unidos    | 434,229   | Delta Air Lines, Frontier Airlines                                                           |
| 7      | Charlotte, Estados Unidos  | 374,629   | American Airlines                                                                            |
| 8      | Newark, Estados Unidos     | 370,553   | JetBlue Airways, United Airlines                                                             |
| 9      | Bogotá, Colombia           | 359,210   | Arajet, Avianca, Wingo                                                                       |
| 10     | Lima, Perú                 | 353,388   | Arajet, LATAM Perú, Sky Airline Perú                                                         |

### Tráfico anual
Estadísticas de pasajeros del Aeropuerto Internacional de Punta Cana:
| Año  | Pasajeros  | Var.      | %       | Operacionesaéreas | %       |
| ---- | ---------- | --------- | ------- | ----------------- | ------- |
| 1997 | 908,717    |           |         |                   |         |
| 1998 | 1,031,934  | 123,217   | 13.55%  |                   |         |
| 1999 | 1,301,406  | 269,472   | 26.11%  |                   |         |
| 2000 | 1,728,906  | 427,500   | 32.84%  |                   |         |
| 2001 | 1,837,422  | 108,516   | 6.27%   |                   |         |
| 2002 | 1,906,844  | 69,422    | 3.77%   |                   |         |
| 2003 | 2,582,573  | 675,729   | 35.43%  |                   |         |
| 2004 | 2,689,906  | 107,333   | 4.15%   |                   |         |
| 2005 | 2,947,106  | 257,200   | 9.56%   | 20,569            |         |
| 2006 | 3,448,534  | 501,428   | 17.01%  | 22,765            | 10.68%  |
| 2007 | 3,566,938  | 118,404   | 3.43%   | 22,486            | 1.23%   |
| 2008 | 3,702,826  | 135,888   | 3.80%   | 23,118            | 2.81%   |
| 2009 | 3,811,946  | 109,120   | 2.94%   | 24,160            | 4.51%   |
| 2010 | 4,033,391  | 221,445   | 5.80%   | 26,348            | 9.06%   |
| 2011 | 4,460,583  | 427,192   | 10.59%  | 28,525            | 8.26%   |
| 2012 | 4,817,774  | 357,191   | 8.00%   | 31,436            | 10.19%  |
| 2013 | 5,178,979  | 361,205   | 7.49%   | 32,391            | 3.02%   |
| 2014 | 5,826,081  | 647,102   | 12.49%  | 37,305            | 15.18%  |
| 2015 | 6,348,822  | 522,741   | 8.97%   | 42,939            | 15.10%  |
| 2016 | 6,845,667  | 496,845   | 7.83%   | 44,085            | 2.26%   |
| 2017 | 7,264,912  | 419,245   | 6.12%   | 43,556            | 1.20%   |
| 2018 | 7,838,732  | 573,820   | 7.90%   | 46,480            | 6.71%   |
| 2019 | 7,106,258  | 732,474   | 9.34%   | 47,226            | 1.60%   |
| 2020 | 2,026,584  | 5,079,674 | 71.48%  | 15,324            | 67.55%  |
| 2021 | 4,252,518  | 2,225,934 | 109.84% | 30,798            | 100.98% |
| 2022 | 8,181,848  | 3,929,330 | 92.40%  | 49,987            | 62.31%  |
| 2023 | 9,162,782  | 980,934   | 11.99%  | 55,100            | 10.23%  |
| 2024 | 10,105,713 | 942,931   | 10.29%  | 61,530            | 11.67%  |

Fuentes: Banco Central de la República Dominicana y Junta de Aviación Civil

## Aeropuertos cercanos
Los aeropuertos más cercanos son:
- Aeropuerto Internacional de La Romana (57km)
- Aeropuerto Internacional Rafael Hernández (132km)
- Aeropuerto Eugenio María de Hostos (134km)
- Aeropuerto Internacional Las Américas (136km)
- Aeropuerto Internacional Samaná El Catey (162km)